# Haliclona rapanui
Espèce
Synonymes
- Reniera rapanui Desqueyroux-Faúndez, 1990 (protonyme)

Haliclona rapanui est une espèce d'éponges de la famille des Chalinidae.

## Distribution
L'espèce est décrite des côtes de l'île de Pâques, dans l'océan Pacifique.

## Taxinomie
L'espèce est décrite en 1990 par Ruth Desqueyroux-Faúndez sous le protonyme de Haliclona rapanui, puis déplacée pour le genre Haliclona.